# Kačić (Adelsgeschlecht)
Kačić (Plural: Kačići; auch Kacic, Kacichc, lat.: Chacichorum, genere Chacittorum, generatione Cacich, genus Chacittorum, nobiles de Cacich) ist der Name eines alten kroatischen Adelsgeschlechtes. Der Name stammt von dem Wort „Kac“, was "geflügelte Schlange" bzw. "Drache" bedeutet. Die Familie Kačić, vertreten durch deren Fürsten Jura, war eines von 12 kroatischen Adelsgeschlechtern, das mit dem ungarischen König Koloman im Jahre 1102 die Pacta Conventa (Qualiter) unterzeichnete. Dieser Vertrag sicherte dem kroatischen Adel die Autonomie innerhalb der neuen Personalunion zu. Der vormals ungarische König nannte sich fortan "König von Ungarn, Kroatien und Dalmatien".

## Geschichte

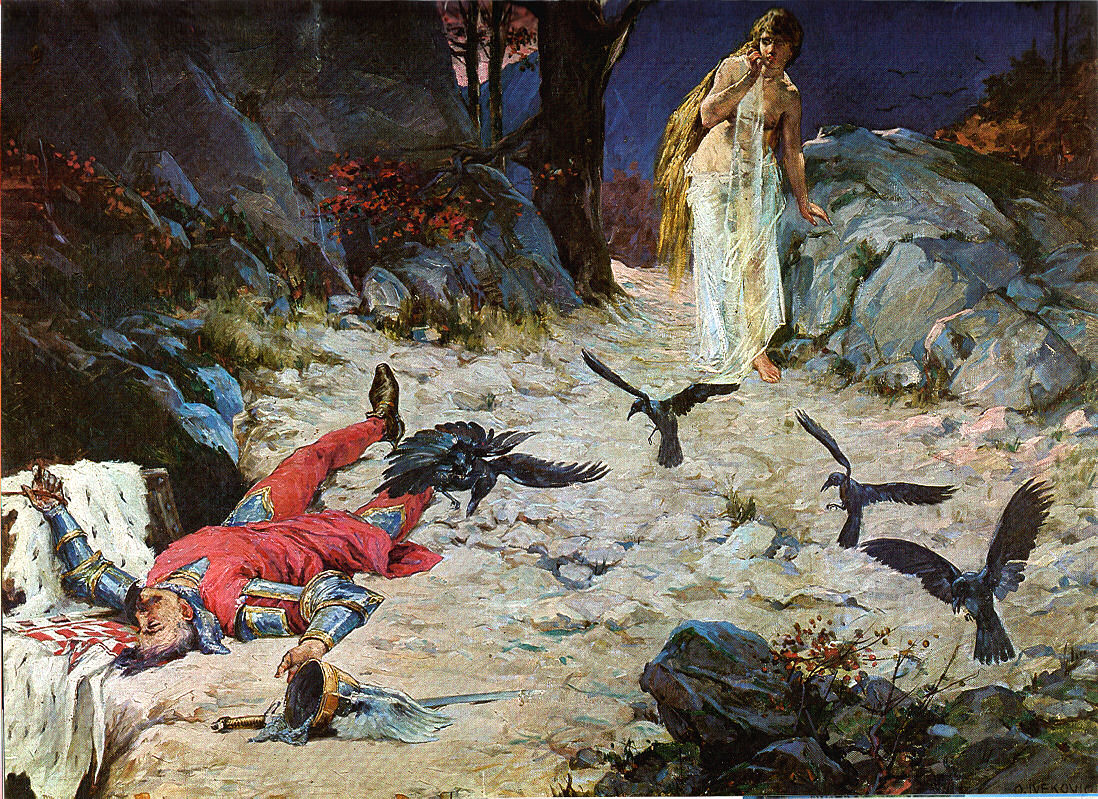
Oton Ivekovic: Tod des Petar Svačić, Gemälde von 1907

Die ersten adeligen Kačić stammen aus der Gegend von Zadar und Biograd. Im Kodex von Supetar (Supetarski kartular, 1080–1187 n. Chr.) wird die Familie Kačić als eine von 7 Herzöge (kroat.: Ban) genannt, die im Mittelalter den kroatischen König wählten, sollte dieser keine direkten Nachkommen haben.
Historischen Quellen zufolge stammte der letzte kroatische König, Petar Svacic (König von 1093 bis 1097 n. Chr.) aus dem Hause Kačić. Nach dessen Tod in der Schlacht bei Gvozd gegen den ungarischen König Koloman, entstand das neue, kroatisch-ungarische Königshaus.
Die österreichisch-kroatische Schriftstellerin Paula Preradović, Schöpferin der österreichischen Hymne, schrieb in ihrer „Königslegende“ 1950 dazu folgende Verse: „Ein mächtiger und wilder Stamm seien die Kačić. Die Meere beherrschten sie, und schwer sei es, ihrem Zorn zu widerstehen. Die Ungarn aber seien gekommen, tückisch wie eine Windsbraut. (…) In der Waldschlucht liegen tausend Tote, stumm im Blute, tausend und noch einer, Peter, König aus dem Stamme Kacic, Peter, letzter König der Kroaten“.

## Die Fürsten von Omiš
König Kresimir IV. hat die Kačić aus Zadar während seiner Herrschaft (1058–1074) zwischen den Flüssen Neretva im Süden und Cetina im Norden an der dalmatinischen Küste angesiedelt, damit sie dort seine Macht sicherten. Sie wurden im Jahr 1165 als Herrscherfamilie erwähnt, als sie mit Byzanz einen Friedensvertrag schlossen.
Der erste namentlich bekannte Fürst von Omiš ist Nikola Kačić im Jahre 1167. Er festigte seine Macht an der dalmatinischen Küste durch professionelles Piratentum.
Die Kačić überfielen regelmäßig venezianische, päpstliche und ragusische (Dubrovnik) Handelsschiffe. Fürst Brečko Kačić schloss 1190 einen Friedensvertrag mit Ragusa (Dubrovnik), der die Sicherheit ihrer Handelsschiffe und die Rückgabe von gestohlenem Eigentum garantierte. Im Gegenzug zahlte Ragusa einen Tribut an die Stadt Omiš. Am 12. Juni 1208 schloss Fürst Sebena Kačić mit dem venezianischen Dogen Pietro Ziani einen ähnlichen Vertrag. Doch Fürst Malduch Kačić hielt sich später nicht mehr an die Verträge und setzte die Tradition des Piratentums fort. Der ungarisch-kroatische König Andreas II. hat ihm dafür mit Bestrafung gedroht.
Im Jahr 1220 überfielen die Omišer Piraten päpstliche Kreuzfahrer auf ihrem Weg nach Palästina. Dies führte zu mehreren von Papst Honorius III. beauftragten Kriegen. Beim ersten im Jahr 1221 waren die Omišer Piraten noch siegreich, aber 1287 erlitten sie eine Niederlage.
Da die Kačić mit der Piraterie weitermachten und im Jahre 1258 König Béla IV. die Fürsten Osor und Radoš Kačić in den königlichen Adelsstand erhob, spricht viel für eine Duldung der Piraterie durch die ungarischen Krone, um den Einfluss der Adriamächte Venedig und Ragusa sowie des Papstes einzudämmen.
Die Städte Split und Ragusa führten in den Jahren 1235, 1240, 1259 und 1274 sogar mit Unterstützung des Königs von Neapel Vergeltungsaktionen gegen Omiš aus. Durch die günstige geografische Lage an der Flussmündung der Cetina konnte sich das Piratenheer jedoch immer wieder behaupten. Es wurde unter Wasser eine Mauer in das Flussdelta gebaut, so dass nur die flachen Piratenschiffe darüber hinwegfahren konnten und die feindlichen Kriegsschiffe nicht durchkamen.
Das Herrschaftsgebiet der Fürsten von Omiš erstreckte sich bis zu den Inseln Brač, Hvar, Vis und Korčula und auf dem Festland bis Makarska und Umland.

Zu Beginn des 13. Jahrhunderts erbauten die Bürger von Trogir unter Rector Ilija von der Familie Kačić ihre neue Kathedrale.

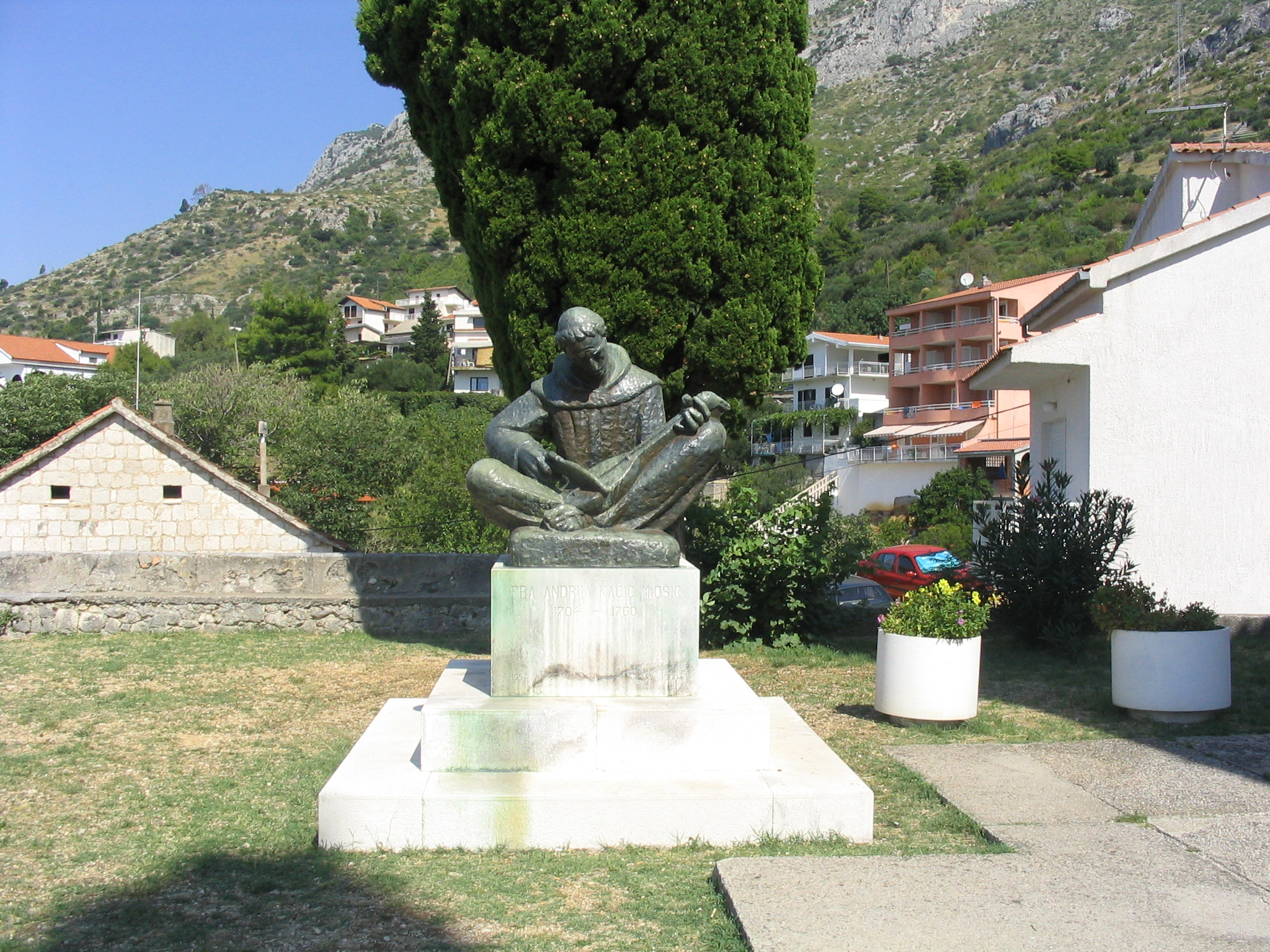
Denkmal des Dichters Andrija Kačić Miošić vor der St. Margareta Kirche in Brist. (Foto von Dr. Hagen Graebner)

## Die Kačić in Makarska
Zwischen 1326 und 1439 gehörte die Stadt Makarska zum bosnischen Königreich. Die erste namentliche Nennung der Kačić erfolgte zur gleichen Zeit. Es sind dies Zaljko Kačić, sein Sohn Baran und seine Enkel Vukasin, Vukic, Andrijas und Baran.
Diese Enkel teilten sich die Herrschaft über die Region Makarska wie folgt auf: Vukasin erhielt den östlichen Teil der Küste mit den Orten Brist, Lavcanj (Gradac) und Podjezerje, Vukic bekam den Ort Podaca samt Umland, Andrijas Kotisina und Baran den Ort Makar (Makarska).
Im Jahr 1452 reiste Grubisa Kačić als Vertreter der Stadt Makarska nach Venedig, um sich dort den Schutz der Republik zu sichern. Venedig sicherte ihm diese zu und gewährte dem Adelshaus Kačić sämtliche alten Rechte, die sie bereits unter den bosnischen Königen hatten. Venedig herrschte jedoch nur bis 1498 über die Küstenstädte rund um Makarska, dann fielen diese an die Osmanen.
Fürst Juraj Markovic Kačić herrschte in der 2. Hälfte des 15. Jhd. in Makarska und schaffte es durch viel diplomatisches Geschick, der Stadt ein gewisses Maß an Unabhängigkeit im Machtspiel der Hegemionalmächte zu sichern. Die Osmanen herrschten bis zum 13. Januar 1648 über Makarska. Anschließend übernahm die Republik Venedig wieder die Macht bis zu deren Niedergang im Jahre 1797.
Zu Beginn des 17. Jahrhunderts fanden die Kačić wieder regelmäßig Erwähnung in historischen Dokumenten, derweil sie sich schon in verschiedene Zweige aufgeteilt haben. Der letzte namentlich genannten Fürst Kačić von Makarska war Rados Kačić Jurcevic im Jahr 1650. Es folgten einige Bischöfe und andere kirchliche Würdenträger mit den Namen Kačić bzw. deren Nachfahren.
Der berühmte kroatische Dichter Andrija Kačić Miošić beschreibt in seinem Buch „Gespräche des slawischen Volkes“ im Jahr 1730 die Aufteilung des Kačić-Stammes nach altem kroatischen Brauch, indem die Nachfahren die Namen der Familien-Ältesten annahmen. So entstanden beispielsweise in Brist als Nachfolger der Söhne, Enkel und Neffen des Vukasin Kačić, die die Namen Mios, Aleks und Bartul trugen, die Familien Miosic, Aleksic und Bartulovic. In Makarska und anderen Orten gelten als Nachfolger der Kačić die Familien Andrijasevic, Jurcevic, Zarkovic, Kersic, Stipic, Pekic, Viskic und Barisic.

## Die Kačić in Ungarn
Im 12. und 13. Jahrhundert siedelten Teile der Kačić nach Ungarn, wo sie Kacsics hießen. Es ist anzunehmen, dass sie in die von ihnen seit dem 6. Jahrhundert bewohnten Gebiete von Weißkroatien im Komitat Nógrád zurücksiedelten. Der kroatische Markgraf (Ban) Mihajlo Kacsics (1212) stammte von ihnen ab, ebenso die kroatischen Bane Kónya Széchényi (1366–1367) und Matija Geréb (1483–1492).